# قطة في سوق السمك (مسلسل)
قطة في سوق السمك مسلسل دراما مصري تم إنتاجه سنة 2000، من إخراج طارق النهري.

## القصة
تدور احداث المسلسل والذي يقع في 20 حلقة في حي بحري في مدينة الإسكندرية من خلال فتاة أحلام تتعرض لضغوط كثيرة، ما يضطرها إلى ترك المدرسة من اجل ابيها واخوتها الصغار. وتقع بعد فترة فريسة مجموعة من تجار السوق الكبار الذين استفادوا من عملية الانفتاح، ولكنها تستطيع المقاومة إلى ان تكبر وتصبح في حجمهم وتتصدى لهم.

## طاقم العمل
رانيا فريد شوقي - حسن حسني - رشوان توفيق - أبو بكر عزت - 
نوال أبو الفتوح - هبة كامل - محمد الدفراوي - حسن مصطفى - فتحية قنديل - ماجد الكدواني - محمد متولي - مؤمن حسن - مصطفى الخضري - أميرة نايف
- تأليف: أحمد الخطيب (سيناريو وحوار) - عبد الفتاح رزق (مؤلف)
- إخراج: طارق النهري
- إنتاج: صوت القاهرة للصوتيات والمرئيات